# Бровахи
Брова́хи — село в Україні, у Черкаському районі Черкаської області, підпорядковане Набутівській сільській громаді. Населення за переписом 2001 року становило 554 особи.

## Географія
Село Бровахи знаходиться на пагорбі. До села веде 3 дороги, що підіймаються по крутих схилах. Оточене лісами, що мають рекреаційні властивості. У цьому селі живе дуже багато працьовитих і чуйних людей.[джерело?]

## Пам'ятки
У 1984 році в центрі села на пагорбі було встановлено пам'ятник Матері — простій жінці Лисенко Євдокії, яка народила 11 синів і 5 дочок. Під час Другої світової війни 10 синів пішли на фронт, та всі повернулися живими. На пам'ятнику викарбувано напис: «Спинись у задумі, поклади їй квіти як шану матерям усього світу».